# フレイミングハム駅
フレイミングハム駅（英語：Framingham Railroad Station ）はアメリカ合衆国マサチューセッツ州フレイミングハム ウェイブリー・ストリート417にある駅。 全米各地を結ぶ旅客鉄道のアムトラックおよびボストンの近郊輸送を担うマサチューセッツ湾交通局 (MBTA) フレイミングハム/ウースター線が乗り入れている。

## 概要
フレーミングハム駅はアムトラックの乗客とマサチューセッツ湾交通局 (MBTA)通勤鉄道線フレーミングハム/ウースター線の乗客が利用する。この駅は、屋根付き待合所のあるプラットホームと車椅子でアクセス可能な斜路で構成されている。 1990年代後半に建設されたこの駅は、地域路線バスと自転車駐輪場が利用できる。
1885年に建設されたボストン・アンド・オールバニー鉄道（B＆A）駅舎と荷物室は新しいプラットホームの横に建つが、鉄道の乗客には使用されていない。荷物室の小さな建物は駅舎から少し離れていて、今はATMが設置されている。2階建てのロマネスク風駅舎は、有名なアメリカの鉄道建築家、H.H.リチャードソンによって設計され、彼がボストン・アンド・オールバニー鉄道のために設計した9つの駅の1つである。この均整の取れた建物は、1975年に国家歴史登録財に登録された。 当駅舎は1990年代後半に鉄道旅客の営業を終えレストランが入居している。駅舎のライトストーンの外壁は不均等な段で建てられており、玄関や窓、屋根の周りには不揃いの茶色い石が貼られており、素朴な表情を作り出している。中央にある破風の窓は、駅の両側に優雅に飾りつけられ、室内に明るい光が差し込む。
駅の内部は元々待合室を隔て、中央の暖炉に面した切符売り場があった。建物の一端には、ダイニングルーム、ビュッフェ、喫煙室等があり、2階にあるキッチンへの階段があった。また反対側には、小さな婦人用待合室とトイレ、電報室、荷物室等があり、2階にあるオフィスへの階段があった。 2階の階段と空間は保存されている。

## 利用可能な鉄道路線／列車
アムトラックの停車する列車は下記の通り。
シカゴとボストン間の夜行長距離列車レイクショア・リミテッド号…1日1往復停車
※当駅にはシカゴ-ボストン間の編成が停車。シカゴ行きはオールバニ・レンセラー駅にてニューヨーク-シカゴ間の編成と連結される。ボストン行きはオールバニ・レンセラー駅にてシカゴ-ニューヨーク間の編成との切り離しを行う。
マサチューセッツ湾交通局 (MBTA) の停車する列車は下記の通り。 
ボストンとウースター間のフレイミングハム/ウースター線 …ボストン方面 26本/日、ウースター方面 18本/日 出発 (平日) 

## バス
当駅から乗車できるバスは以下の通り。
路線バス
メトロウェスト地域交通局 (MWRTA) …5系統 、6系統 